# ISO 9985
Cette page contient des caractères spéciaux ou non latins. S’ils s’affichent mal (▯, ?, etc.), consultez la page d’aide Unicode.
La norme internationale ISO 9985 établit un système de translittération en caractères latins des caractères de l'alphabet arménien moderne.

## Lettres
| Arménien | Latin | Unicode   | Arménien | Latin | Unicode   | Unicode |
| -------- | ----- | --------- | -------- | ----- | --------- | ------- |
| Arménien | Latin | Hex       | Arménien |       | Hex       |         |
| Ա        | A     |           | ա        | a     |           |         |
| Բ        | B     |           | բ        | b     |           |         |
| Գ        | G     |           | գ        | g     |           |         |
| Դ        | D     |           | դ        | d     |           |         |
| Ե        | E     |           | ե        | e     |           |         |
| Զ        | Z     |           | զ        | z     |           |         |
| Է        | Ē     | 0112      | է        | ē     | 0113      |         |
| Ը        | Ë     | 00EC      | ը        | ë     | 00EB      |         |
| Թ        | T̕     | 0054+0315 | թ        | t̕     | 0074+0315 |         |
| Ժ        | Ž     | 017D      | ժ        | ž     | 017E      |         |
| Ի        | I     |           | ի        | i     |           |         |
| Լ        | L     |           | լ        | l     |           |         |
| Խ        | X     |           | խ        | x     |           |         |
| Ծ        | Ç     |           | ծ        | ç     |           |         |
| Կ        | K     |           | կ        | k     |           |         |
| Հ        | H     |           | հ        | h     |           |         |
| Ձ        | J     |           | ձ        | j     |           |         |
| Ղ        | Ġ     | 0120      | ղ        | ġ     | 0121      |         |
| Ճ        | Č̣     | 010C+0323 | ճ        | č̣     | 010D+0323 |         |
| Մ        | M     |           | մ        | m     |           |         |
| Յ        | Y     |           | յ        | y     |           |         |
| Ն        | N     |           | ն        | n     |           |         |
| Շ        | Š     | 0160      | շ        | š     | 0161      |         |
| Ո        | O     |           | ո        | o     |           |         |
| Չ        | Č     | 010C      | չ        | č     | 010D      |         |
| Պ        | P     |           | պ        | p     |           |         |
| Ջ        | J̌     | 004A+030C | ջ        | ǰ     | 01F0      |         |
| Ռ        | Ṙ     | 1E58      | ռ        | ṙ     | 1E59      |         |
| Ս        | S     |           | ս        | s     |           |         |
| Վ        | V     |           | վ        | v     |           |         |
| Տ        | T     |           | տ        | t     |           |         |
| Ր        | R     |           | ր        | r     |           |         |
| Ց        | C̕     | 0043+0315 | ց        | c̕     | 0063+0315 |         |
| Ւ        | W     |           | ւ        | w     |           |         |
| Փ        | P̕     | 0050+0315 | փ        | p̕     | 0070+0315 |         |
| Ք        | K̕     | 004B+0315 | ք        | k̕     | 006B+0315 |         |
| Օ        | Ō     | 014C      | օ        | ō     | 014D      |         |
| Ֆ        | F     |           | ֆ        | f     |           |         |

## Ligatures
| Arménien | Latin |
| -------- | ----- |
| և        | ew    |
| ﬓ        | mn    |
| ﬔ        | me    |
| ﬕ        | mi    |
| ﬖ        | vn    |
| ﬗ        | mx    |

## Ponctuation
| Arménien | Unicode | Latin | Unicode | Notes                                                                                      |
| -------- | ------- | ----- | ------- | ------------------------------------------------------------------------------------------ |
| .        | 002E    | ;     | 003B    |                                                                                            |
| ։        | 0589    | .     | 002E    |                                                                                            |
| ՙ        | 0559    | ʿ     | 02BF    | ʻ U+02BB est plutôt utilisé.                                                               |
| ՜        | 055C    | !     | 0021    |                                                                                            |
| ՛        | 055B    | :     | 003A    |                                                                                            |
| ՞        | 055E    | ?     | 003F    |                                                                                            |
| ՟        | 055F    | ̃      | 0303    | Signe diacritique dans la romanisation.                                                    |
| ʺ        | 02BA    | ̋      | 030B    | Signe diacritique dans la romanisation. Indique la palatalisation dans certains dialectes. |